# Косьево (Псковская область)
Косьево — упразднённая деревня в Псковского района Псковской области России. Ныне на территории Карамышевской волости.

## География
Расположена примерно в 19 км к востоку от села Карамышево и в 56 км к востоку от центра города Пскова, возле деревень Соседно, Луковище, Зеньково.
В XIX веке находился «между правою стороною Псково-Порховского тракта, рч. Кебью (от дер. Кеби № 1100), р. Черехою (выше устья Кеби) и границею Порховского уезда».

## История
По «Списку населённых мест Российской империи по сведениям 1859—1873 годов», деревня
Касьево, при колодце, в 47 вёрстах от уездного города Пскова.

## Население
По «Списку населённых мест Российской империи по сведениям 1859—1873 годов»
при одном дворе проживали 13 человек, из них 6 мужчин, 7 женщин.

## Известные уроженцы, жители
- Травин, Глеб Леонтьевич (1902—1979) — советский путешественник, велогонщик и тренер.